# Collegio uninominale Lazio 1 - 08 (2017)
Il collegio elettorale uninominale Lazio 1 - 08 è stato un collegio elettorale uninominale della Repubblica Italiana per l'elezione della Camera dei deputati tra il 2017 ed il 2022.

## Territorio
Come previsto dalla legge elettorale italiana del 2017, il collegio era stato definito tramite decreto legislativo all'interno della circoscrizione Lazio 1.
Era formato da parte del territorio del comune di Roma (Quartiere Appio-Latino, Quartiere Ardeatino, Quartiere Giuliano-Dalmata, Quartiere Ostiense, Quartiere Europa EUR, Zona Torrino e Zona Mezzocammino).
Il collegio era parte del Collegio plurinominale Lazio 1 - 02.

## Eletti
| Elezione | Elezione | Deputato            | Partito             |
| -------- | -------- | ------------------- | ------------------- |
|          | 2018     | Patrizia Prestipino | Partito Democratico |

## Dati elettorali

### XVIII legislatura
Come previsto dalla legge elettorale, 232 deputati erano eletti con sistema a maggioranza relativa in altrettanti collegi uninominali a turno unico.
| Candidati              | Candidati                     | Voti    | %     | Liste                                | Voti    | %     |
| ---------------------- | ----------------------------- | ------- | ----- | ------------------------------------ | ------- | ----- |
|                        | Patrizia Prestipino ✔️ Eletto | 51 203  | 33,53 | Partito Democratico                  | 39 319  | 25,75 |
| +Europa                | Patrizia Prestipino ✔️ Eletto | 51 203  | 33,53 | 10 018                               | 6,56    |       |
| Italia Europa Insieme  | Patrizia Prestipino ✔️ Eletto | 51 203  | 33,53 | 1 054                                | 0,69    |       |
| Civica Popolare        | Patrizia Prestipino ✔️ Eletto | 51 203  | 33,53 | 812                                  | 0,53    |       |
|                        | Davide Bordoni                | 42 795  | 28,02 | Forza Italia                         | 14 568  | 9,54  |
| Fratelli d'Italia      | Davide Bordoni                | 42 795  | 28,02 | 14 197                               | 9,30    |       |
| Lega                   | Davide Bordoni                | 42 795  | 28,02 | 12 954                               | 8,48    |       |
| Noi con l'Italia - UDC | Davide Bordoni                | 42 795  | 28,02 | 1 076                                | 0,70    |       |
|                        | Daniele Piva                  | 40 566  | 26,56 | Movimento 5 Stelle                   | 40 566  | 26,56 |
|                        | Antonio Bertolini             | 9 571   | 6,27  | Liberi e Uguali                      | 9 571   | 6,27  |
|                        | Matteo Monaco                 | 3 740   | 2,45  | Potere al Popolo!                    | 3 740   | 2,45  |
|                        | Maria Rinaldi                 | 1 609   | 1,05  | CasaPound                            | 1 609   | 1,05  |
|                        | Claudio Parisini              | 1 149   | 0,75  | Il Popolo della Famiglia             | 1 149   | 0,75  |
|                        | Giulia Maderni                | 829     | 0,54  | Partito Comunista                    | 829     | 0,54  |
|                        | Valentina Poggi               | 397     | 0,26  | 10 Volte Meglio                      | 397     | 0,26  |
|                        | Immacolata Del Sorbo          | 382     | 0,25  | Italia agli Italiani                 | 382     | 0,25  |
|                        | Marco Pettinelli              | 276     | 0,18  | Lista del Popolo per la Costituzione | 276     | 0,18  |
|                        | Matteo Cingolani              | 145     | 0,09  | Per una Sinistra Rivoluzionaria      | 145     | 0,09  |
|                        | Rosamaria Novellino           | 58      | 0,04  | Blocco Nazionale per le Libertà      | 58      | 0,04  |
| Totale                 | Totale                        | 152 720 | 100   |                                      | 152 720 | 100   |
|                        |                               |         |       |                                      |         |       |
| Voti non validi        | Voti non validi               | 3 699   | 2,36  |                                      |         |       |
| Votanti                | Votanti                       | 156 419 | 75,11 |                                      |         |       |
| Elettori               | Elettori                      | 208 262 |       |                                      |         |       |